# Oegopsina
Az Oegopsina a fejlábúak (Cephalopoda) osztályába és a kalmárok (Teuthida) rendjébe tartozó alrend.

## Rendszerezés
Az alrendbe az alábbi  családok tartoznak:
- Ancistrocheiridae
  - Ancistrocheirus

- Architeuthidae
  - Ancistrocheirus

- Bathyteuthidae
  - Bathyteuthis

- Batoteuthidae
  - Batoteuthis

- Brachioteuthidae
  - Brachioteuthis

- Chiroteuthidae
  - Asperoteuthis
  - Chiroteuthis
  - Grimalditeuthis
  - Planctoteuthis

- Chtenopterygidae
  - Chtenopteryx

- Cranchiidae - 2 alcsalád
  - Cranchiinae
    - Cranchia
    - Drechselia
    - Leachia
    - Liocranchia

  - Taoniinae
    - Bathothauma
    - Belonella
    - Egea
    - Galiteuthis
    - Helicocranchia
    - Liguriella
    - Megalocranchia
    - Mesonychoteuthis
    - Sandalops
    - Taonius
    - Teuthowenia

- Cycloteuthidae
  - Cycloteuthis
  - Discoteuthis

- Enoploteuthidae
  - Abralia
  - Abraliopsis
  - Enoploteuthis
  - Watasenia

- Gonatidae
  - Berryteuthis
  - Eogonatus
  - Gonatopsis
  - Gonatus

- Histioteuthidae
  - Histioteuthis

- Joubiniteuthidae
  - Joubiniteuthis

- Lepidoteuthidae
  - Lepidoteuthis
  - Tetronychoteuthis

- Lycoteuthidae
  - Lampadioteuthinae
    - Lampadioteuthis

  - Lycoteuthinae
    - Lycoteuthis
    - Nematolampas
    - Selenoteuthis

- Magnapinnidae
  - Magnapinna

- Mastigoteuthidae
  - Mastigoteuthis
  - Idioteuthis

- Neoteuthidae
  - Alluroteuthis
  - Narrowteuthis
  - Neoteuthis
  - Nototeuthis

- Octopoteuthidae
  - Octopoteuthis
  - Taningia

- Ommastrephidae - 3 alcsalád
  - Illicinae
    - llex

  - Ommastrephinae
    - Dosidicus
    - Eucleoteuthis
    - Hyaloteuthis
    - Ommastrephes
    - Ornithoteuthis
    - Sthenoteuthis

  - Todarodinae
    - Martialia
    - Nototodarus
    - Todarodes
    - Todaropsis

- Onychoteuthidae
  -  Ancistroteuthis
  - Kondakovia
  - Moroteuthis
  - Notonykia
  - Onychoteuthis
  - Onykia

- Pholidoteuthidae
  - Pholidoteuthis

- Promachoteuthidae
  - Promachoteuthis

- Psychroteuthidae
  - Psychroteuthis

- Pyroteuthidae
  - Pterygioteuthis
  - Pyroteuthis

- Thysanoteuthidae
  - Thysanoteuthis

- Walvisteuthidae
  - Walvisteuthis

- incertae sedis faj
  - Parateuthis tunicata